# Mistrzostwa Europy w Łucznictwie 2010
21. Mistrzostwa Europy w łucznictwie odbyły się w dniach 25–29 maja 2010 w Rovereto (Włochy). Na mistrzostwach po raz pierwszy rozegrano konkurs mikstów.
Reprezentacja Polski nie zdobyła medalu, a najlepszym osiągnięciem było 4. miejsce Justyny Mospinek w strzelaniu z łuku klasycznego.

## Medaliści

### Strzelanie z łuku klasycznego
| Konkurencja:           | Złoto:                                                          | Srebro:                                                     | Brąz:                                                           |
| indywidualnie kobiet   | Natalia Erdynijewa                                              | Inna Stiepanowa                                             | Begunhan Elif Unsal                                             |
| indywidualnie mężczyzn | Romain Girouille                                                | Michele Frangilli                                           | Markij Iwaszko                                                  |
| drużynowo kobiet       | Rosja · Natalia Erdynijewa · Ksienija Pierowa · Inna Stiepanowa | Hiszpania · Magali Foulon · Gema Buitron · Helena Fernandez | Włochy · Natalia Valeeva · Jessica Tomasi · Pia Carmen Lionetti |
| drużynowo mężczyzn     | Niemcy · Sebastian Rohrberg · Florian Floto · Rafael Poppenborg | Włochy · Michele Frangilli · Marco Galiazzo · Ilario Di Buò | Finlandia · Matti Hatava · Antti Tekoniemi · Antti Mansukoski   |
| mikst                  | Włochy · Marco Galiazzo · Natalia Valeeva                       | Niemcy · Sebastian Rohrberg · Elena Richter                 | Wielka Brytania · Simon Terry · Charlotte Burgess               |

### Strzelanie z łuku bloczkowego
| Konkurencja:           | Złoto:                                                        | Srebro:                                                    | Brąz:                                                          |
| indywidualnie kobiet   | Wiktoria Bałżanowa                                            | Gladys Willems                                             | Albina Łoginowa                                                |
| indywidualnie mężczyzn | Andrew Rikunenko                                              | Sergio Pagni                                               | Peter Elzinga                                                  |
| drużynowo kobiet       | Belgia · Gladys Willems · Sarah Prieels · Michele Massina     | Włochy · Anastasia Anastasio · Eugenia Salvi · Laura Longo | Rosja · Albina Łoginowa · Wiktoria Bałżanowa · Diana Tontojewa |
| drużynowo mężczyzn     | Rosja · Aleksander Dambajew · Danzan Czałudorow · Denis Segin | Holandia · Peter Elzinga · Fred Van Zutphen · Rob Polman   | Włochy · Sergio Pagni · Pietro Greco · Antonio Tosco           |
| mikst                  | Szwecja · Anders Malm · Isabell Danielsson                    | Dania · Martin Damsbo · Camilla Soemod                     | Słowenia · Dejan Sitar · Maja Marcen Pavlin                    |

## Klasyfikacja medalowa
| Lp. | Państwo         | Złoto | Srebro | Brąz | Razem |
| 1.  | Rosja           | 4     | 1      | 2    | 7     |
| 2.  | Włochy          | 1     | 4      | 2    | 7     |
| 3.  | Belgia          | 1     | 1      | 0    | 2     |
| 3.  | Niemcy          | 1     | 1      | 0    | 2     |
| 5.  | Wielka Brytania | 1     | 0      | 1    | 2     |
| 6.  | Francja         | 1     | 0      | 0    | 1     |
| 6.  | Szwecja         | 1     | 0      | 0    | 1     |
| 8.  | Holandia        | 0     | 1      | 1    | 2     |
| 9.  | Dania           | 0     | 1      | 0    | 1     |
| 9.  | Hiszpania       | 0     | 1      | 0    | 1     |
| 11. | Finlandia       | 0     | 0      | 1    | 1     |
| 11. | Słowenia        | 0     | 0      | 1    | 1     |
| 11. | Turcja          | 0     | 0      | 1    | 1     |
| 11. | Ukraina         | 0     | 0      | 1    | 1     |